# 회장님, 우리 회장님
회장님, 우리 회장님은 1988년 공개된 대한민국의 영화이다. 유머1번지의 코너 회장님, 우리 회장님을 영화화한 작품이다.

## 배역
- 김형곤 : 김 회장 역
- 원미경 : 양 이사 역
- 엄용수 : 엄 이사 역
- 김인문 : 문 이사 역
- 김하림 : 김 이사 역
- 최성호 : 최 이사 역
- 박종설 : 황 이사 역
- 박용팔 : 차 이사 역
- 김형자 : 세번째 첩 역